# Patrizia Fontana
Patricia Fontana (Caracas, 27 agosto 1957) è un'attrice italiana che è stata attiva come caratterista nel cinema fra la fine degli anni settanta e i primi anni ottanta in produzioni della commedia all'italiana.

## Biografia
È apparsa in film diretti da Gabriele Salvatores (nel 1983, al suo primo lungometraggio), Pasquale Festa Campanile e Sergio Martino. Fra gli attori con cui ha girato figurano Renato Pozzetto, Lino Banfi e Alberto Lionello.

## Filmografia
- Sabato, domenica e venerdì (1979)
- Sogno di una notte d'estate (1983)
- Un povero ricco (1983)